# Joseph Darnand
Joseph Darnand, född 19 mars 1897 i Coligny, Ain, Frankrike, död 10 oktober 1945 i Paris, var under den tyska ockupationen av Frankrike chef för Vichyregimens milis, under en tid rikspolischef och från våren 1944 inrikesminister. Han dömdes till döden som kollaboratör 1945.

## Biografi
Joseph Darand var under första världskriget soldat i en militärtrupp av gerillatyp som agerade bakom fiendens linjer. 1918 blev han tilldelad utmärkelsen Médaille militaire för sina insatser. Han tog emot medaljen ur general Philippe Pétains hand.
Under mellankrigstiden drev han ett transportbolag i Nice och var aktiv i nationalistiska och högerextremistiska organisationer, bland annat i Action française.
Vid andra världskrigets utbrott anmälde han sig som frivillig. Efter Frankrikes kapitulation 1940 och inrättandet av Vichyregimen blev han ledare för Légion Francaise des combattants (Franska legionen av veteraner), en organisation som liksom regimen samarbetade med tyskarna.  Darnand gjorde organisationen till ett paramilitärt organ och ombildade det till den ökända och brutala Service d'ordre légionnaire (SOL). År 1943 övergick SOL till att bli Milice française, den franska statens milis. Officiellt var regeringschefen Pierre Laval milisens ledare men i praktiken var det Darnand. Milisen agerade fristående från den franska polisen och samarbetade med Gestapo.
I oktober 1943 svor Darnand trohetseden till Hitler och fick officersrangen SS-Sturmbannführer i Waffen-SS. Efter påtryckningar från tyskarna ersatte han i början av 1944 René Bousquet som Frankrikes rikspolischef. Våren samma år blev han utsedd till inrikesminister.
Den 25 augusti 1944 nådde de allierades trupper Paris. Runt månadsskiftet augusti-september  flydde Darnand, liksom Pétain och Vichyregeringen, till Sigmaringen i Tyskland. Joseph Darand tillfångatogs av engelsmännen och dömdes till döden som kollaboratör i en fransk domstol och avrättades i oktober 1945.